# Phygadeuon truncatus
Phygadeuon truncatus är en stekelart som beskrevs av Léon Abel Provancher 1886. Phygadeuon truncatus ingår i släktet Phygadeuon och familjen brokparasitsteklar. Inga underarter finns listade i Catalogue of Life.